# Левітація містична

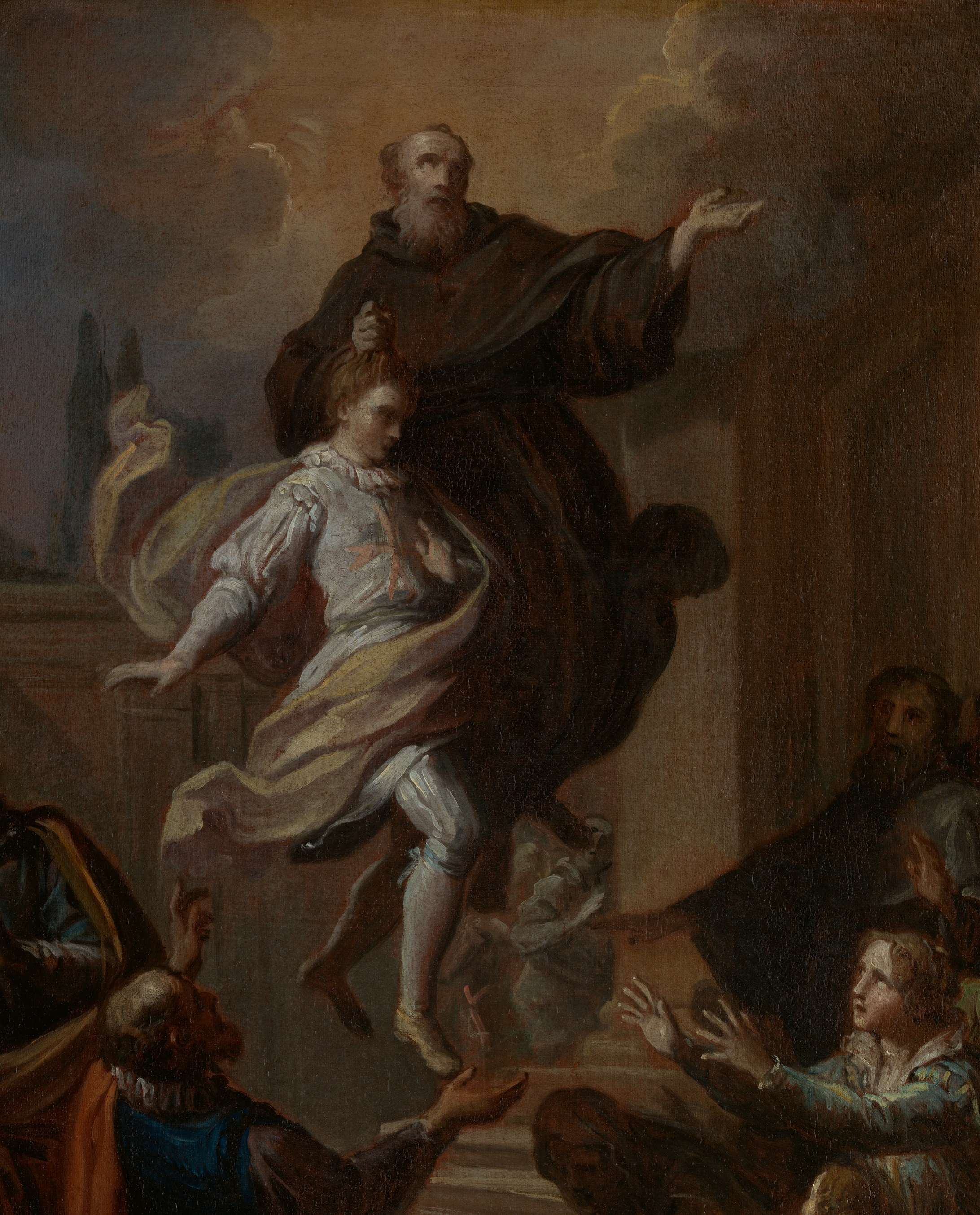
Диво св.Йосифа з Копертіно

Левітація в містиці (від лат. levitas — легкість) —  "Містичний злет", надприродне явище, яке полягає в вільному ширя́нні над землею чи будь-якою поверхнею без допоможних засобів (або імітація такого ширя́ння). Відома з давніх часів, випадки левітації описані як в релігійних джерелах, так і  в окультних практиках. В релігії може бути як проявом надзвичайної віри в Бога, ознакою екстазу, або, навпаки, одержимості злими духами. Вміння підійматися над землею є одним з розповсюджених атрибутів героїв казок, фентезі, комп'ютерних ігор тощо. Також видимість левітації здавна створюють ілюзіоністи у своїх виступах різними прихованими засобами. Офіційною наукою левітація не визнається.

## Левітація в релігії
В індуїзмі та  буддизмі ваджраяни довершені йогини —  махасіддхи, володіли серед інших надприродних здібностей також даром левітації.Одним з прикладів сіддхи є левітація. 
Прикладами левітації в Старому Завіті (Торі)  можна вважати вознесіння пророка Іллі на вогняній колісниці (2 Цар 2:12) . В християнських Євангеліях відображено диво ходіння по воді Ісуса ( Марка 6:45–52), Вознесіння Ісуса. 

### Католицизм
Одним з догматів Католицької церкви є догмат про Внебовзяття Діви Марії, тобто перенесення на Небо не тільки Її душі, але і тіла.
Левітація достатньо широко зафіксована в історії римо-католицької церкви - налічується близько 160 безсумнівно задокументованих випадків. Хоча католицька церква з великою обережністю визнає правдивість випадків левітації, але загалом це одне з чудес, тобто явище, яке порушує відомі нам закони матеріального світу. В Євангеліях Ісус каже - «Неможливе для людей — можливе для Бога» (Лк. 18:27), «Бо немає нічого неможливого для того, хто вірує» (Мр. 9:23). Святі, які смиренно відрікалися від власного его, сповненого сумнівами та страхами, отримували можливість творити чудеса, в тому числі відриватися від землі в екстазі. 
Відомими святими, які мали здатність підніматися в повітря, були святі Франциск Ассізький, Тереза Авільська, Павло від Хреста, Марія Пізані і багато інших. У більш сучасний період відома екстатична левітація святої Фаустини Ковальської та Едвіґе Карбоні. Під час ІІ Світової війни американський пілот, який мав скинути авіабомби на Сан-Джованні Ротондо, побачив у повітрі «літаючого ченця». Цим левітуючим монахом, який захистив місто, був святий отець Піо. 
Найбільш «літаючим» з святих був Джузеппе (Йосиф) з Копертіно, якого вважають покровителем пілотів та пасажирів літаків. Свідками його паріння в повітрі були сотні, а то і тисячі людей.   
Випадки левітації прискіпливо вивчались спеціальними комісіями чи інквізицією на предмет справжньості та виключення окультного впливу.  
Зазвичай «релігійна» левітація відбувається під час екстазу. 

### Православ'я
Ортодоксальне християнство категорично не сприймає левітацію і вважає її демонськими проявами, прєлєстью, ставлячи  в один ряд з самогубством та гординею.

## Левітація в окультизмі та в шоу ілюзіоністів
Левітація вважалась одним з доказів одержимості демонами або результатом чародійства чи договорів з дияволом. Існує задокументована історія Марії Магдалини від Хреста, католицької монахині з Андалузії к.ХV - поч. ХVІ століть, яка ніби-то заключила договір з дияволом і крім всього іншого могла підніматися у повітря. Здатність літати приписувалася відьмам, процеси над якими відбувалися у Західній Європі в ранньомодерну пору.
На теренах сучасної України стала відомою справа 1753 року у с.Щурівчики  проти місцевої відьми, яка крім іншого чародійства ще ніби-то літала на "зібрання" відьом з іншими жінками.
В кінці ХІХ, на початку ХХ століть левітація, а точніше її імітація відбувалась під час сеансів спирітуалістів.
Квазірелігійний  руху, відомий як спіритизм  блискавично поширився Північною та Південною Америкою, Європою та іншим світом між 1860-ми та 1920-ми роками. Під вплив спірітуалістів потрапили навіть такі відомі люди як вчений Вільям Крукс, який підтверджував приклади левітації під час окультних сеансів, сер Артур Конан Дойл, біолог-еволюціоніст Альфред Рассел Воллес, лауреати Нобелівської премії П'єр і Марія Кюрі,  Мері Тодд Лінкольн, дружина американського президента Авраама Лінкольна. Спірітуалісти придумали й сам термін "левітація" для опису дій, коли медіуми піднімали об’єкти, власні тіла чи тіла інших — нібито за допомогою духів. 

Деякі з обманів спірітуалістів були викриті ілюзіоністами, які повторювали їхні трюки, поступово рух занепав.  

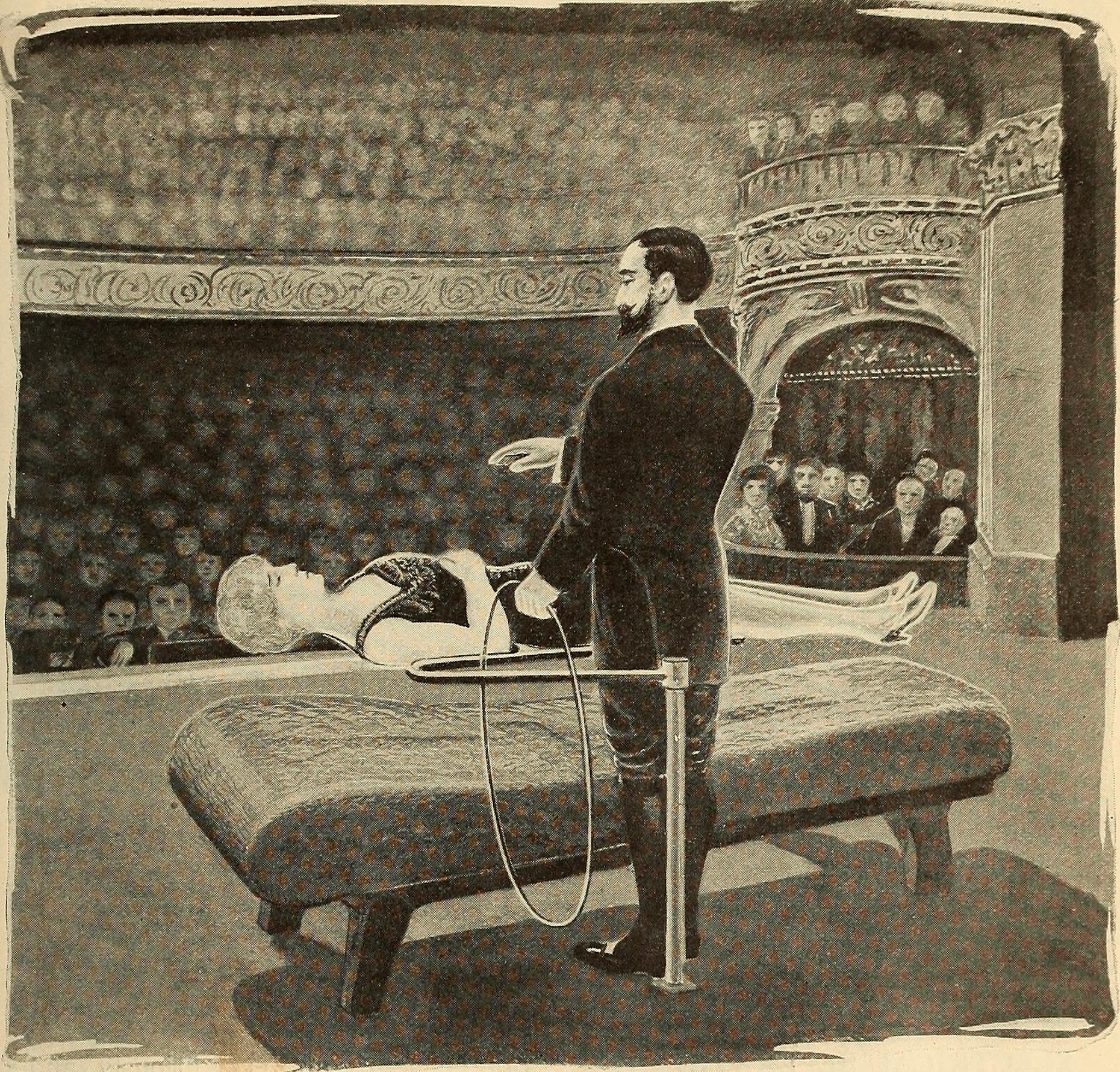
Як відбувається акт левітації - ілюстрація до статті "The Mysterious Levitation Act Explained" by T.J. Newlin in Popular Electricity Magazine, Volume 6, January 1914

### Фокуси
Ілюзіоністи використовують прийоми з левітуванням в повітрі. Найчастіше це робиться за допомогою дуже тонких мотузок, які підтримують людину, або прозорої установки, на якій учасник фокуса стоїть або лежить. 
Вуличні йоги в Індії створюють видимість левітації, як вважається, насправді перебуваючи у стрибку за допомогою тренованих м'язів. 
Вдало підроблена левітація кидає тінь на всі левітації, оскільки стає ясно, що будь-хто, хто присвятить достатньо часу та зусиль створенню такої ілюзії, зможе її здійснити. 

## Левітація в масовій культурі
Вміння переміщатися у повітрі під дією чар відображено у міфах та казках людства з давніх часів —   Баба Яга у ступі, літаючі коні та інші істоти, літаючий килим. Перемога над земним тяжінням і здатність підійматися у повітря завжди приваблювали авторів романів, фентезі, ігор, сценаристів і широко представлено в масовій культурі.
Польоти відьом стали популярним мотивом у романтичних творах першої половини ХІХ ст. і донині не втрачають своєї популярності. До яскравих прикладів левітації у літературі відноситься політ гроба з Панночкою у повісті Гоголя "Вій", цей епізод у однойменному фільмі знімали у містечку Седневі, на Чернігівщині, у старовинній Георгіївській церкві XVIII сторіччя. 
У сучасній літературі та кіно Гаррі Поттер та його друзі і вчителі, сестри Галлівел з серіалу "Усі жінки відьми", герої фільмів жахів і багато інших персонажів можуть або самі левітувати, або підіймати в повітря інших людей чи предмети. Також левітація є звичайним явищем для персонажів комп'ютерних ігор. Так у BioShock Infinite. персонажі збираються створити ціле левітуюче місто.